# Fiskebäckskil
Fiskebäckskil – miejscowość (tätort) w Szwecji, w regionie administracyjnym (län) Västra Götaland, w gminie Lysekil.
Według danych Szwedzkiego Urzędu Statystycznego liczba ludności wyniosła: 262 (31 grudnia 2015), 262 (31 grudnia 2018) i 257 (31 grudnia 2019).